# Abborrasjön (Bredareds socken, Västergötland)
Abborrasjön är en sjö i Borås kommun i Västergötland och ingår i Göta älvs huvudavrinningsområde.